# Beerana Halli, Shimoga
Beerana Halli là một làng thuộc tehsil Shimoga, huyện Shimoga, bang Karnataka, Ấn Độ.